# Valdir Mamede
Valdir Mamede (ur. 21 lipca 1961 w Silvianópolis) – brazylijski duchowny katolicki, biskup Catanduvy od 2019 do 2023. 

## Życiorys
Święcenia kapłańskie przyjął 21 maja 1988 w zakonie klaretynów. Przez kilkanaście lat pracował duszpastersko w zakonnych parafiach, m.in. w Pouso Alegre i Rio de Janeiro. W 2006 wystąpił z zakonu i uzyskał inkardynację do archidiecezji Brasília. Pracował głównie jako duszpasterz parafialny, a w latach 2004-2007 był także pomocniczym wikariuszem sądowym.
6 lutego 2013 papież Benedykt XVI mianował go biskupem pomocniczym archidiecezji Brasília oraz biskupem tytularnym Naissus. Sakry biskupiej udzielił mu 16 marca 2013 arcybiskup Brasilii Sérgio da Rocha.
10 lipca 2019 papież Franciszek mianował go ordynariuszem diecezji Catanduva. Ingres odbył się 31 sierpnia 2019.
1 listopada 2023 papież Franciszek przyjął jego rezygnację z urzędu ordynariusza diecezji Catanduva.